# Isinofret II
Isinofret II (... – Tebe, ...; fl. XIII secolo a.C.) è stata una regina egizia della XIX dinastia.

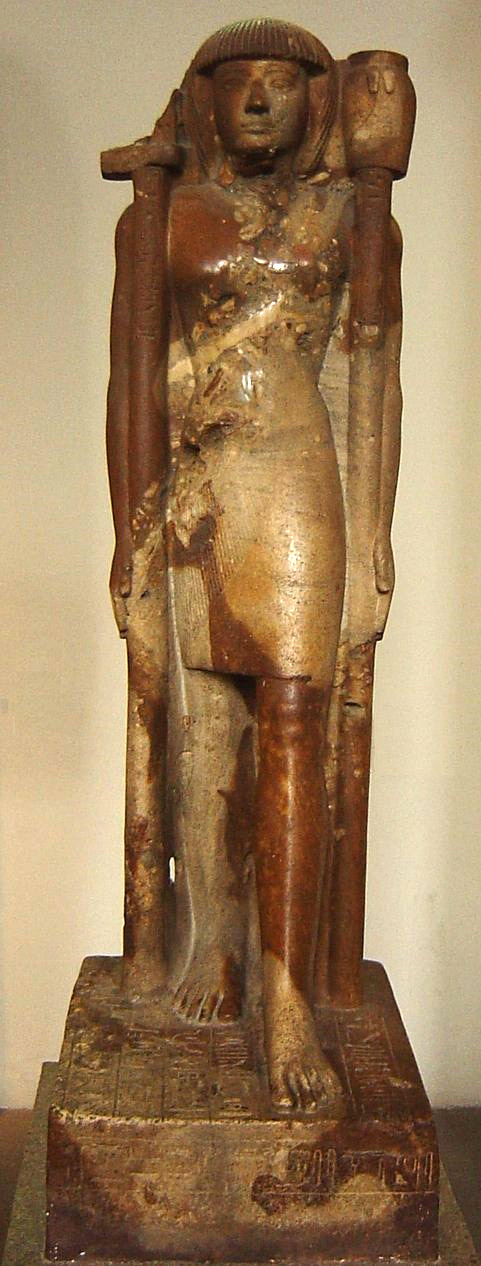
Statua in arenaria del principe Khaemuaset, probabile padre della regina Isinofret II. Londra, British Museum.

Isinofret II fu Grande Sposa Reale del faraone Merenptah, tredicesimo figlio e immediato successore di Ramses II il Grande. Sono state proposte per lei due identificazioni: nel primo caso, sarebbe stata la Isinofret figlia di Ramses II e Isinofret I, e quindi sorella di Merenptah. Nel secondo, sarebbe la figlia di Khaemuaset, fratello maggiore di Merenptah, e quindi sua nipote piuttosto che sorella. Se figlia di Khaemuaset, crebbe probabilmente a Menfi, dove il padre era sommo sacerdote, altrimenti a Pi-Ramses, capitale dell'antico Egitto sotto tutti i faraoni ramessidi. 
I figli che Isinofret II diede a Merenptah sono:
- Seti Merenptah, che nel 1203 a.C. divenne faraone come Seti II[1];
- Merenptah, Figlio del Re e generalissimo;
- Khaemuaset, Figlio del Re;
- Isinofret, Figlia del Re.

I titoli d'accompagnamento al cartiglio del suo nome erano: Signora delle Due Terre, Grande Sposa Reale, Signora dell'Alto e del Basso Egitto, Moglie del Re.
Isinofret II crebbe durante il lunghissimo regno di Ramses II. Non è invece noto quando morì e dove venne sepolta; se è vero che fu figlia di Khaemuaset, potrebbe esser stata inumata a Saqqara. La tomba di una nobildonna legata alla casa reale di nome Isinofret è stata recentemente rinvenuta a Saqqara, durante scavi condotti dalla Università di Waseda.